# The bits between the bits
The bits between the bits is het zesde album van Ozric Tentacles. Het is het laatste album dat verscheen op muziekcassette uitgebracht in eigen beheer en alleen te koop op concerten en via postorder. Veel later verscheen het album in de box Vitamins enhanced en weer later als losse compact disc of samen met Sliding gliding worlds. De track Afterswish zou later de titel van een verzamelalbum van de cassettealbums worden.

## Musici
- Ed Wynne – gitaar, synthesizers
- Roly Wynne – basgitaar
- Steve Everett, Joie Hinton – toetsinstrumenten
- Marcus Carcus, Paul Hinton – percussie
- Merv Pepler – slagwerk
- Jon Egan – dwarsfluit

## Muziek
| Nr. | Titel                                        | Duur |
| --- | -------------------------------------------- | ---- |
| 1.  | Eye of Adia (Ed Wynne, Hinton)               | 4:24 |
| 2.  | Fragmentary aura (Ed Wynne)                  | 3:09 |
| 3.  | Sparkling oasis (Ed Wynne, Turnbull)         | 4:30 |
| 4.  | Total otherness (Ed Wynne)                   | 0:59 |
| 5.  | Secret names (Ed Wynne)                      | 5:23 |
| 6.  | Symetricum (Ozric Tentacles)                 | 4:35 |
| 7.  | Floating seeds (Ed Wynne)                    | 5:39 |
| 8.  | Ozrosis (Ozric Tentacles)                    | 2:30 |
| 9.  | Wreltch (Ed Wynne)                           | 8:28 |
| 10. | Afterswish (Ed Wynne)                        | 2:40 |
| 11. | Koh Phangan (Ed Wynne)                       | 7:09 |
| 12. | The cave of Aeolas (Ed Wynne, Steve Everett) | 5:52 |
| 13. | Puff puff on a chuff chuff (Ed Wynne)        | 4:45 |
| 14. | Health music (Ed Wynne)                      | 4:46 |

CD1: Erpsongs · CD2: Tantric obstacles · CD3: Live ethereal cereal · CD4: There is nothing · CD5: Sliding gliding worlds · CD6: The bits between the bits